# PAS-22
PAS-22は、パンナムサットの静止通信衛星である。アジアサットのAsiaSat 3として打ち上げられたが、打ち上げに失敗して使用不可能な軌道に入ってしまい、月の重力を利用して使用可能な軌道に復帰した。

## 打ち上げ

PAS-22の1997年12月24日から1998年6月30日までの地球周回軌道のアニメーション
PAS-22·
月·
地球

AsiaSat 3は、アジアの通信・テレビ放送を提供する香港の企業・アジアサットによって、1997年12月24日にプロトンロケットにより打ち上げられた。東経105.5度上の静止軌道に投入する予定であった。しかし、衛星自体は完全に機能しているものの、第4段ロケットの故障により静止軌道には投入できず、51度と非常に傾斜した楕円軌道に投入されてしまった。保険会社により全損と宣言され、保険金により1999年に代替のAsiaSat 3Sが打ち上げられた。AsiaSat 3は、保険会社との利益分配についての合意に基づきヒューズ・グローバル・サービスに移管され、HGS-1となった。
エドワード・ベルブルーノとRex Ridenoureはこの問題についての話を聞き、月スイングバイを利用した、3-5ヶ月かかる低エネルギー遷移軌道により、地球を周回する静止軌道に衛星を投入する方法を提案した。ヒューズには、このような距離で衛星を追跡する能力はなく、この軌道は使えないと考えた。ヒューズはその代わりに、アポロ計画でも使用された自由帰還軌道を使用した。この軌道ならば数日しかかからず、また、この軌道はヒューズの主任技術者ジェリー・サルヴァトーレ(Jerry Salvatore)が設計し、特許を取得していた。この操作では軌道傾斜角は40度しか取り除くことができず、衛星は対地同期軌道に投入される。ベルブルーノの方法ならば51度の傾斜を全て取り除き、静止軌道に投入することができた。
ヒューズは、低エネルギー軌道遷移を完全に活かすことはできなかったが、衛星の救助の鍵は、月スイングバイを使う洞察だった。Ocampoによると、ヒューズはRidenoureから連絡されるまでこの方法を検討していなかったが、ヒューズの技術者は月面フライバイ事業に携わっており、彼が連絡を取る前に月面スウィングミッションの設計に取り掛かっていたと述べている。

## 衛星の救助
衛星に搭載された推進剤と月の重力を利用し、周回中に何度か、近地点での操作を行うことにより、軌道の遠地点を徐々に増加させた。1998年5月に月面から6,200km離れたところで月フライバイを行った。結果的に、これが史上初の商用月飛行となった。その月の後半に34,300kmの距離で再度の月フライバイを行い、軌道傾斜度をさらに改善した。
これらの操作により、衛星の推進剤の大部分を消費したが、月スイングバイを使わない方法よりもはるかに少なかった。残りの燃料で、通常の衛星の半分の寿命を持つ静止衛星として衛星を制御することができた。これは全損と宣言されたことを考慮すると、大きな利益である。その後、衛星は西経150-154度で静止軌道に投入された。
衛星が安定した軌道に乗ると、衛星に対しソーラーパネルを展開するよう命令したが、2つのソーラーパネルのうち、片方しか展開されなかった。これは、最終的な軌道に遷移している間、衛星の設計範囲外の温度にさらされたために、ソーラーパネルのテザーが正しく動作していなかったことが明らかになった。1999年、HGS-1はパンナムサットに売却されてPAS-22に改名され、西経60度に移動した。2002年7月に活動停止し、墓場軌道に移動した。